# Campillo de Llerena
Campillo de Llerena – gmina w Hiszpanii, w prowincji Badajoz, w Estramadurze, o powierzchni 234,04 km². W 2011 roku gmina liczyła 1442 mieszkańców.